# Bahnhof Bernhardsthal

Der Bahnhof Bernhardsthal ist eine Haltestelle der ÖBB an der Nordbahn in Niederösterreich, die von Wien in nordöstlicher Richtung in die tschechische Grenzstadt Břeclav (dt. Lundenburg) führt.

## Lage
Der Haltepunkt liegt am südöstlichen Rand der 1600-Einwohner-Gemeinde Bernhardsthal im Bezirk Mistelbach im äußersten Nordosten Österreichs. Er ist der letzte Halt auf österreichischem Staatsgebiet, daher ein Grenzbahnhof. Der nächste Bahnhof in nördlicher Richtung ist der rund acht Kilometer entfernte Bahnhof von Břeclav (dt. Lundenburg) in Tschechien. In südlicher Richtung befindet sich der nächste Halt für den Personenverkehr in der rund vier Kilometer südlich gelegenen Gemeinde Rabensburg. Rund 1,2 Kilometer südlich des Haltepunkts Bernhardsthal befindet sich der 1882 eröffnete Frachtenbahnhof der Gemeinde.

## Geschichte
Nach einer Bauzeit von etwas mehr als zwei Jahren war die 83 Kilometer lange Strecke zwischen Wien und Lundenburg am 6. Juni 1839 mit der Eröffnung des 33 Kilometer langen letzten Teilstücks von Dürnkrut bis Lundenburg fertiggestellt worden und ab 1851 zweigleisig befahrbar. Die zunächst provisorische Eröffnung der Haltestelle Bernhardsthal erfolgte im Jahre 1871, im Dezember 1877 wurde die Haltestelle samt Haltestellengebäude zur Benutzung an den Verkehr übergeben. 1911 erfolgte die Errichtung einer hölzernen Wartehalle für den Zoll.
Die zunächst als Bernhardsthal Haltestelle bezeichnete Station wurde am 15. Mai 1943 zunächst in Bernhardsthal Hp und am 3. Juli 1944 dann in Bernhardsthal umbenannt.
Bis zum 31. Dezember 1980 war die Haltestelle personenbesetzt. 1982 wurde der geplante Abbruch des Haltestellengebäudes aufgrund eines Einspruchs der Gemeinde Bernhardsthal verhindert, stattdessen erfolgte dann eine Renovierung des Gebäudes.
1991 erfolgte die Einrichtung von 48 P+R-Parkplätzen, deren Finanzierung sich die ÖBB und die Gemeinde Bernhardsthal teilten.
Zwischen 1995 und 1997 erfolgte die Errichtung eines elektronischen Stellwerks sowie die Einrichtung einer Lautsprecheranlage.
2012 wurde ein Fahrradunterstand für 40 Fahrräder und 5 Mopeds eröffnet, für dessen Kosten die ÖBB, das Land Niederösterreich sowie die Gemeinde Bernhardsthal aufkamen.

## Ausbau
Der Bahnhof wird von zwei Durchfahrtsgleisen durchquert. Die beiden Bahnsteige sind Randbahnsteige. Diese weisen bereits die neue ÖBB-Bauweise mit einer 55 cm höher gelegenen Bahnsteigkante auf. Die Bahnsteige sind durch einen Personendurchgang verbunden. Am Bahnsteig 1 Richtung Wien gibt es Überdachung und ein kleines Bahnhofsgebäude.

## Nutzung
Der Bahnhof wird von Zügen der Zuggattung „REX“ der Region Wien bedient. Aufgrund der Lage des Bahnhofs ist er Endhaltestelle für die meisten dieser Züge. Nur alle zwei bis vier Stunden fahren diese nach Břeclav weiter. Richtung Wien und Wr. Neustadt gibt es einen durchgehenden Stundentakt (ausgenommen sind dabei die Vormittagsstunden und Nächte). Außerdem halten am Bahnhof zwei Buslinien.
| Linie    | Strecke | Takt (min)     | Anmerkung |
| -------- | --- | -------------- | --- |
| REX1     | (Payerbach-Reichenau – Schlöglmühl – Gloggnitz – Pottschach – Ternitz – Neunkirchen – St. Egyden –) Wr. Neustadt Hbf. – Felixdorf – Leobersdorf – Bad Vöslau – Baden – Mödling – Wien Liesing – Wien Meidling – Wien Matzleinsdorfer Platz – Wien Hbf. – Wien Quartier Belvedere – Wien Rennweg – Wien Mitte – Wien Praterstern – Wien Traisengasse – Wien Handelskai – Wien Floridsdorf – Wien Siemensstraße – Wien Leopoldau – Deutsch Wagram – Gänserndorf – Weikendorf-Dörfles – Tallesbrunn – Angern/March – Stillfried – Dürnkrut – Jedenspeigen – Sierndorf/March – Drösing – Hohenau/March – Rabensburg – Bernhardsthal (– Břeclav) | '60            | morgens 30-Minuten-Takt, vormittags 120-Minuten-Takt; nach Břeclav und Payerbach-Reichenau nur alle zwei bis vier Stunden |
| 431 1010 | Bernhardsthal – Reintal im Weinviertel – Katzelsdorf i. W. – Schrattenberg – Herrnbaumgarten – POYSDORF – Wetzelsdorf – Erdberg b. Poysdorf – Wilfersdorf b. Mistelbach (– MISTELBACH) – Hobersdorf – Gaweinstal – Kollnbrunn – WIEN | 10 Mal (Mo–Fr) | morgens ein Bus nach Wien, spätere Busse nur nach Mistelbach oder Poysdorf                                                |
| 1022     | Bernhardsthal – Reintal im Weinviertel – Katzelsdorf i. W. – Großkrut – Althöflein – Ginzersdorf – Rannersdorf/Zaya (– Ebersdorf/Zaya – Bullendorf -) – Wilfersdorf b. Mistelbach – MISTELBACH | 3 Mal (Mo–Fr)  | einmal morgens, zweimal nachmittags                                                                                       |